# Vojtech Vilhan
 Vojtech Vilhan (14. července 1926, Vrútky – 1. listopadu 1988, Bratislava) byl slovenský architekt, který ovlivnil vývoj architektury na Slovensku, i jako pedagog, především v šedesátých a osmdesátých letech 20. století. Řadí se mezi zakladatele moderní československé interiérové tvorby.

## Životopis

### Studium
Vojtech Vilhan se narodil ve Vrútkách, nedaleko Martina. V roce 1932 až 1936 navštěvoval lidovou školu ve Vrútkách a následně studoval na reálném gymnáziu v Žilině do roku 1941. Již v roce 1942 kdy udělal přijímací zkoušky na samé jedničky na Vyšší školu stavitelskou při Vyšší průmyslové škole v Prešově. Po skončení školy v roce 1946 mu profesor architektury Martin Brezina doporučil studium na Fakultě architektury a pozemního stavitelství SVŠT v Bratislavě jako jednomu z jeho nejlepších studentů. V témže roce se Vilhan zapsal na tuto fakultu. V roce 1948 působil na Ústavu vnitřní architektury FAPS SVŠT jako demonstrátor. Vysokou školu dokončil roku 1950.

### Realizace
Vilhan neopustil školu a pokračoval v působení na FAPS SVŠT v Bratislavě nadále u prof. J. E. Kouleho v letech 1950-51. Nato se stal odborným asistentem a působil nadále na FAPS SVŠT v Bratislavě do roku 1957. Mezi tím i externě mezi roky 1955-1956 vyučoval na Střední škole uměleckého průmyslu v Bratislavě, kde přišel do kontaktu s J. Vydrou a K. Rossmannem. V tomto období Vilhan začal projevovat silnější zájem o výstavní akce, což ho v roce 1957 přivedlo do Prahy, kde působil ve výstavním-interiérovém ateliéru v kolektivu s Františkem Cubrem, Josefem Hrubým a Zdeňkem Pokorným. V letech 1957-58 se opět vrátil na FAPS SVŠT v Bratislavě, kde externě přednášel. Současně od roku 1957 do roku 1962 pracovat ve Státním projektovém ústavu pro výstavbu měst a vesnic, později ve Stavoprojektu v Bratislavě jako vedoucí ateliéru. Mezi lety 1962 a 1988 vyučoval na Vysoké škole výtvarných umění v Bratislavě. V roce 1967 byl jmenován docentem. Dvakrát, v letech 1964 a 1967,získal za svou činnost Cenu Dušana Jurkoviče. Obdržel také vyznamenání Za zásluhy o výstavbu v roce 1968. Během roku 1984 byl jmenován profesorem.

## Tvorba
Na VŠVU se Vilhan začal věnovat problematice interiéru. S touto tematikou byly spojeny i jeho publicistické činnosti. Později jeho prestiž v jeho oblasti narůstala i tím, že se stal pedagogem. V článcích si všímá nesystematičnosti práce a podceňování významu interiéru na Slovensku. Je proti oddělování významu stavby a výrazu jejího vnitřního prostoru. Ve svých článcích dospívá k definování interiéru jako organické části celku architektonického díla ve smyslu komplexnosti. Prosazuje princip prolínání venkovního prostoru s vnitřním, rozebírá neradostný stav zřizovacích prvků. Zdůrazňuje nutnost dokonalého stavebního detailu. Také zdůrazňuje význam celkového designu prostoru vedle designu jednotlivých výrobků.
Zpočátku se aktivně podílel na rekonstrukčních a adaptačních pracích a na přehodnocování interiérů historické architektury pro potřeby nové funkce. Do své tvorby vnášel stále nové dispozice podporující požadované funkce jednotlivých místností. Nespokojil se s jednoduchým, průmyslově a pásově vyráběným nábytkem. Často si navrhoval vlastní interiérové prvky. Při tvorbě nového interiéru spolupracoval s výtvarníkem, jehož stavěl do rovnocenné role spolutvůrce na celkovém výrazu interiéru. Nenabízel mu tak jen vyhrazené plochy na realizaci, jak to bývalo v té době zvykem, ale nechal ho realizovat se přímo na designérském výrazu jednotlivých interiérových prvků.

## Dílo
Výběr z interiérové tvorby a výstavních aktivit:
- 1954 - Divadlo Jonáše Záborského v Prešově
- 1956 - Slovenská národní galerie v Bratislavě, stála instalační úprava prostor (s E Milučkým)
- 1964 - Slovenská národní rada v Bratislavě
- 1967 - EXPO '67 v Montrealu, slovenská Koliba (s S. Talas)
- 1967 - EXPO '67 v Montrealu, Bratislavská restaurace v československém pavilonu (s P. Milučkým)
- 1968-69 - Národní shromáždění v Praze, reprezentační prostory v dostavbě budovy
- 1968 - první studie nové budovy Matice slovenské v Martině (s G. Cimmermanovou)
- 1968-69 - Prezidentský salon v budově Národního shromáždění v Praze
- 1969 Putovní výstavy, Osaka
- 1971 - Slovenská národní rada v Bratislavě, reprezentační prostory, I. etapa
- 1973-74 - Kabinet ministra kultury ČR v Bratislavě, rekonstrukce interiérů a zařízení
- 1973-74 - Vládní salonek ve staré budově letiště v Bratislavě - Ivanka, rekonstrukce a interiéry (s J. Bah¬nom)
- 1973-76 - Odbavovací hala letiště v Bratislavě - Ivanka (s J. Bahnem)
- 1974-75 - dopracování a aktualizaci projektu interiéru Matice slovenské v Martině
- 1976 - Slovenská národní rada v Bratislavě, reprezentační prostory, II. etapa
- 1977 - Kermantel, jednací salonky (s J. Bahnem)
- 1978 - interiér prezidentského traktu v novém sjezdovém paláci v Praze (s R. Janákem)
- 1979 - Státní banka československá v Žilině (s J. Bahnem)
- 1979-84 - Prodejna Supraphon v Bratislavě (s R. Janákem)
- 1986 - II. Celosvětová výstava uměleckého průmyslu, Bratislava
- 1986 - V. celosvětová výstava scénografie, Bratislava (s M. Švehlou)